# توني هارينجتون
توني هارينجتون (بالإنجليزية: Tony Harrington) هو حكم كرة قدم إنجليزي، ولد سنة 1983 أو 1984، يُدير مباريات الدوري الإنجليزي الممتاز.